# Riu Cuango
|  | Per a altres significats, vegeu «Kwango». |

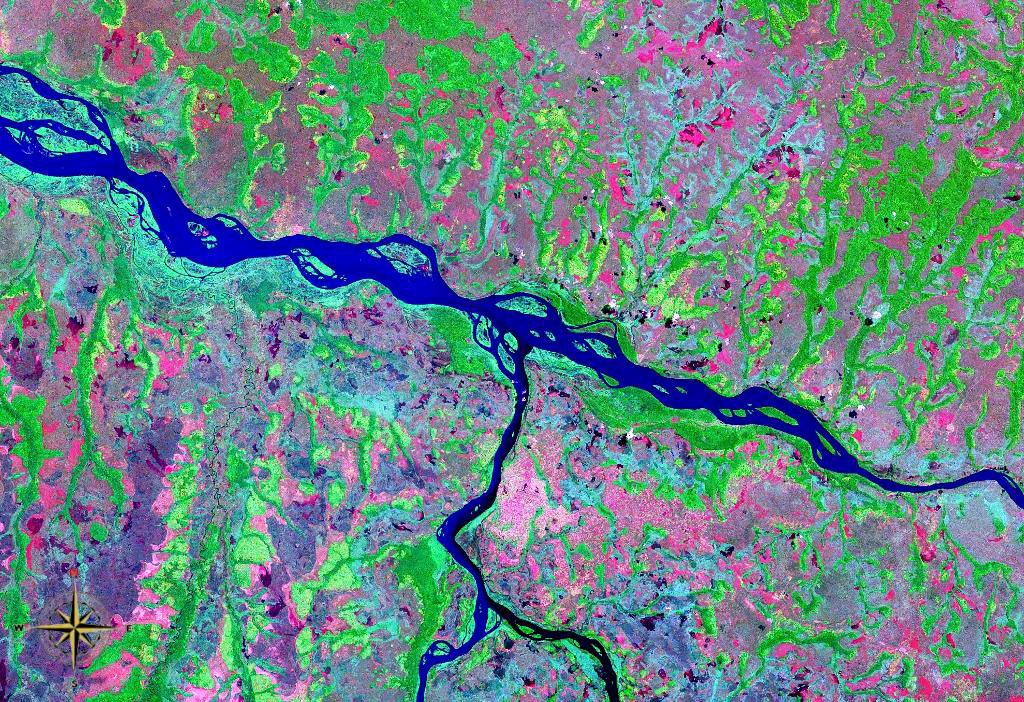
Vista per la NASA

El Cuango o Kwango (en portuguès: rio Cuango) és un riu transfronterer d'Angola i la República Democràtica del Congo. És l'afluent més gran per l'esquerra del riu Kasai a la conca del riu Congo. Flueix a través de la població de Malanje a Angola. La conca del riu Kwango té grans reserves de diamants a la província de Lunda Norte.

## Història
El Regne Rund, que va esdevenir l'Imperi lund, tenia un territori que anava des del riu Kwango fins al Laupala. Els seus governants es dedicaven al tràfic d'esclaus.
Els portuguesos van colonitzar la vall del riu Kwango i substituïren el Regne de Kasanje. El riu Kwango va quedar en mans dels portuguesos pel tractat signat a Lisboa el 25 de maig de 1891 i la Declaració de 24 de març de 1894.
La ciutat de Cuango, situada a la província de Lunda Nord es considera “el cor de la terra de diamants del nord-est d'Angola”. Aquesta ciutat va tenir un paper important en la guerra civil entre Uniao Nacional para a Independencia Total de Angola (UNITA) i les forces governamentals fins a la rendició d'UNITA el 30 de setembre de 1997 com a part del protocol de Lusaka.

## Geografia

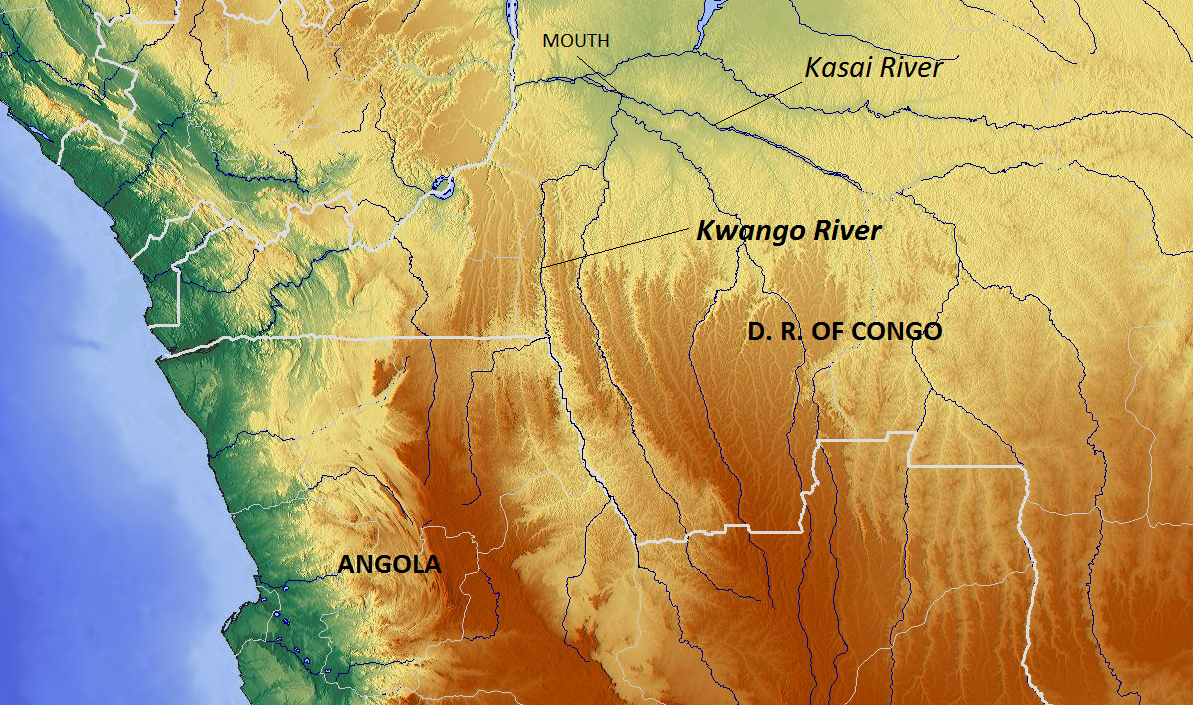
Mapa

El riu Cuango neix als altiplans d'Alto Chicapa a la província d'Angola de Lunda Sul, i flueix fins a travessar la frontera amb la República Democràtica del Congo i s'uneix al riu Kasai prop de la població de Bandundo. Després s'aboca al riu Congo. Quan arriba a la zona de Lunda el riu forma una vall profunda.
Fa 1.100 km de llargada, dels quals 855 km són a Angola. La seva conca de drenatge és de 263.500 km². Els afluents per la dreta són els rius Wamba i Kwilu.
Navegació
El Cuango té un gran nombre de salts d'aigua i de ràpids. La navegació és possible principalment a les parts baixes del curs, és navegable uns 307 km des de la desembocadura als ràpids de Kingushi. Una navegació parcial també és possible cap a la meitat del seu curs entre Kingushi i les cascades de Franz Josef, durant una distància d'uns 300 km.
Cabal
El cabal mitjà anual a la part baixa del riu és de 2.700m3/s

## Cultura
Les ètnies yaka, suku, mbala i pende habiten aquesta zona. Fan màscares decorades amb figuretes de patrons geomètrics.

## Economia
Hi ha pesca, agricultura de subsistència. Històricament s'ha produït oli de palma i cautxú.
Actualment l'extracció de diamants a la zona de Chitamba-Lulo, de propietat estatal, n'és la principal activitat econòmica.